# Carlo Armellini
Carlo Armellini (Roma, 1777 – Saint Josse ten Noode, 1863) fue un abogado italiano y político.
Siguió una carrera jurídica, y de ideas moderadas, con el apoyo de la política innovadora del Papa Pío IX.
Fue uno de los colaboradores del periodismo político contemporáneo.
En 1848 fue elegido diputado. Tras el asesinato de Pellegrino Rossi y la fuga de la Papa se trasladó a las posiciones más radicales y, tras el nacimiento de la República Romana, 23 de diciembre de 1848 fue nombrado Ministro del Interior.
El 29 de marzo de 1849 se convirtió en miembro del triunvirato de la República Romana con Giuseppe Mazzini y Aurelio Saffi. Por Carlo Saliceti cuidado la redacción de la Constitución de la República.
Después de la caída del nuevo estado por los franceses, huyó a Bélgica, donde murió.
- Datos: Q1041849
- Multimedia: Carlo Armellini / Q1041849